# Kevin Bonifazi
Kevin Bonifazi (Toffia, 19 de mayo de 1996) es un futbolista italiano que juega en la posición de defensa en la U. S. Sassuolo Calcio.

## Biografía
Tiene un hermano mayor de nombre Rudi, también él futbolista. Ha estado novio con Alice Sabatini, ganadora de la 76.ª edición de Miss Italia.

## Características técnicas
Defensor central dotado de un buen físico y de una fuerte personalidad, hábil técnicamente y en la impostación del juego, para sus características ha sido comparadas a Nikola Maksimović, aunque lo mismo Bonifazi ha declarado de inspirarse al español Sergio Ramos.

## Carrera

### Club
Crecido en los equipos romanos del Tor de Quinto y de la Nueva Tor Tres Cabezas, en el 2011 se está transferido al Siena, con el cual está quedado para tres temporadas. Quedado svincolato después de la quiebra de la sociedad toscana, en el 2014 se registra por Turín, con el cual vence el Campeonato Primavera.
El 21 de julio de 2015 se cede a título temporal al Benevento, debutando en los profesionales el 20 septiembre, en la partida vencida para 1-0 contra el Foggia. Collezionate tan solo cinco presencias en la primera parte de temporada; a continuación se cede, con la misma fórmula, a la Casertana el 14 febrero segna la primera red en carrera, en el empate contra la Juve Stabia.
El 19 de julio de 2016 pasa en préstamo a la SPAL,, con el cual conquista el fomento en Serie A y la victoria del campeonato. Regresado al Turín, con el cual el 17 de marzo de 2017 había renovado el contrato refinado al junio 2022, ha esordito en la Serie A el 31 de marzo de 2018, en ocasión de la partida vencida en trasferta para 4-0 contra el Cagliari, sustituyendo al intervalo Nicolas N'Koulou.

### Nacional
En 2017 ha sido convocado del entrenador de la nacional mayor Gian Piero Ventura para el raduno para los futbolistas emergentes, aguantar al Centro técnico federal de Coverciano en el mes de febrero. ha debutado con la selección de fútbol sub-21 italiana el 1 de septiembre de 2017, en el amistoso perdida para 3-0 contra la selección de fútbol sub-21 española.

## Estadísticas
| Club                  | País   | Año       | Partidos | Goles |
| --------------------- | ------ | --------- | -------- | ----- |
| S. S. Robur Siena     | Italia | 2013-2014 | 0        | 0     |
| Torino F. C.          | Italia | 2014-2015 | 0        | 0     |
| Benevento Calcio      | Italia | 2015-2016 | 3        | 0     |
| Casertana F. C.       | Italia | 2016      | 8        | 1     |
| S. P. A. L.           | Italia | 2016-2017 | 20       | 3     |
| Torino F. C.          | Italia | 2017-2018 | 6        | 0     |
| S. P. A. L.           | Italia | 2018-2019 |          |       |
| Torino F. C.          | Italia | 2019-2020 |          |       |
| S. P. A. L.           | Italia | 2020      |          |       |
| Udinese Calcio        | Italia | 2020-2021 |          |       |
| Bologna F. C. 1909    | Italia | 2021-2024 |          |       |
| Frosinone Calcio      | Italia | 2024      |          |       |
| U. S. Lecce           | Italia | 2024-2025 |          |       |
| U. S. Sassuolo Calcio | Italia | 2025-     |          |       |

## Palmarés

### Títulos nacionales
| Título           | Club                   | País   | Año     |
| ---------------- | ---------------------- | ------ | ------- |
| Torneo Primavera | Torino F. C. Primavera | Italia | 2014-15 |
| Serie B          | S. P. A. L.            | Italia | 2016-17 |